# 保險業監理處
保險業監理處（簡稱保監處，OCI，1990年—2017年6月26日）是香港特別行政區政府已解散的部門，專責執行《保險公司條例》（香港法例第41章）的規管機構，確保保單持有人或潛在保單持有人的利益獲得保障，以及促進保險業的整體穩定。
保險業監理處於2017年6月26日解散，由保險業監管局繼承其法定職能。

## 統計資料
保監處公布，2010年香港保險業毛保費總額按年增11%，達2,050億元，佔本地生產總值11.8%
保監處公布，2011年香港保險業毛保費總額按年增11%，達2,337億元，佔本地生產總值12.3%
由保險公司管理的退休計劃合約年付供款數額下降18.9％，至81億元。截至2011年年底，退休計劃合約合共50,769份，其淨負債達962億元
有效長期保險保費總額按年升14.4％，至1,989億元。個人人壽業務仍為主要的業務類別，其有效保單保費達1,867億元，佔市場總額的93.9％。年內相關保單數目增至960萬份，其淨負債為8,264億元。

## 歷任首長

### 保險業監理專員
- 葉澍堃（1993年5月－1994年12月）
- 黃志光（1996年8月3日－2000年1月9日）
- 鄧國斌（2000年1月－2003年12月）
- 袁銘輝（2003年12月－2006年7月）
- 張雲正（2006年7月－2009年9月）
- 蔡淑嫻（2009年9月－2015年8月）
- 梁志仁（2015年8月－2017年6月）

## 外部連結
- 香港特別行政區政府 保險業監理處
- 香港政府保險業監理處（旅遊保險）